# Marieka Ratsma
Marieka Ratsma (Woerden, 25 december 1984) is een Nederlandse modeontwerpster en fotografe.
Ratsma is de ontwerpster van de op een vogelschedel geïnspireerde 3D-geprinte "Biomimicry shoe" in samenwerking met Kostika Spaho. In 2013 stond zij met haar biomimicry shoe op de expositie Shoe Obsession in het Fashion Institute of Technology (FIT) in New York. Actrice Victoria Koblenko droeg de biomimicry shoe op de cover van de Nederlandse Grazia 2012 (uitgave 40).
Ratsma is ook medeoprichter van het modemerk SPEKLAB.